# 翼和希
翼 和希（つばさ かずき、4月15日 ‐ ）は、OSK日本歌劇団の男役トップスター。大阪府枚方市出身。大阪府枚方市PR大使。O型 。

## 略歴
2011年4月、OSK日本歌劇団研修所に89期生として入学。同期生には千咲えみ（現OSK日本歌劇団娘役トップスター）がいる。
2012年2月、なんばHatchで上演された太鼓歌劇「ブラインド」に、88期生と共に舞台実習生として出演
。
2013年4月、OSK日本歌劇団入団。4月5日から日生劇場「レビュー春のおどり〜桜咲く国」で劇団員としての初舞台を踏む。同年12月、オ・セイリュウでの「Xmas Dinner Show」に出演。
2015年6月、松竹座「レビュー春のおどり 第2部 Stormy Weather」（作・演出：荻田浩一）で初ソロ 。
2016年1月、セントラファエロ大阪でのOSK Revue Café 「Wake up !!」（作・演出：牧名ことり）で小フロア公演初主演。
2017年7月、神戸三宮シアターエートーでの「HIDEAWAY」（作・演出：荻田浩一）で準主演。
2018年4月、道頓堀角座「Revue Japan」、「Fire Agate」にて中劇場公演にて初主演。
2022年7月、創立100周年記念公演「レビューin Kyoto 第1部『ミュージカルロマン 陰陽師』」（原作：夢枕獏、作・演出：北林佐和子）で主人公安倍晴明（楊琳）の親友、源博雅を演じる。
2022年10月 - 11月、第42回たけふレビュー「The Diamond Quality」（作・演出：三井聡）で大劇場公演初主演を務める。この公演は一部改作を加え、出身地の枚方市総合文化芸術センター 関西医大・小ホール56で11月に再演された。
2023年2月、笠置シズ子の半生をモデルに描くテレビドラマ、連続テレビ小説『ブギウギ』（2023年10月 - 2024年3月）に出演することが発表された。主人公・花田鈴子（趣里）の先輩で、梅丸少女歌劇団（OSKの前身大阪松竹少女歌劇がモデル）初代トップスター・橘アオイ役を演じた。
2023年8月19日、出身地である大阪府枚方市のPR大使に就任。
2024年9月2日、8月の新橋演舞場『レビュー夏のおどり』をもって楊琳が退団したことに伴い、トップスターに就任
。トップスター就任記念公演として、岩国・大阪・名古屋・香川・京都でのレビューやシンガポール公演、大阪・東京でのミュージカルを予定している。お披露目公演は、2025年6月の大阪松竹座『レビュー春のおどり』、8月の新橋演舞場『レビュー夏のおどり』となる。
2024年12月12日、大阪文化の振興に貢献した人に贈られる「咲くやこの花賞」の2024年度演劇・舞踊部門の受賞が発表され、2025年2月26日に大阪市中央公会堂で授賞式が行われた。OSK日本歌劇団の現役劇団員の受賞は、2019年度に同じく演劇・舞踊部門で受賞した桐生麻耶（受賞当時トップスター、現特別専科）に続き２人目となる。

## 主な舞台
| 年月                   | 舞台                                                                                      | 場所                                         | 備考                    |
| ---------------------- | ----------------------------------------------------------------------------------------- | -------------------------------------------- | ----------------------- |
| 2012年2月              | 太鼓歌劇 ブラインド                                                                       | なんばHatch                                  | ※舞台実習出演（研修生） |
| 2013年4月              | レビュー春のおどり 桜絵草紙 Catch a Chance Catch a Dream                                  | 日生劇場 大阪松竹座                          |                         |
| 2013年5月              | Silver Rose                                                                               | ABCホール                                    |                         |
| 2013年9月              | 咲くやこの花芸術祭2013                                                                    | 中之島公会堂                                 |                         |
| 2013年12月             | 高世麻央 Xmas Dinner Show                                                                 | オ・セイリュウ                               |                         |
| 2014年1月              | 義の人〜高山右近伝〜                                                                      | 高槻現代劇場                                 |                         |
| 2014年2月              | OSK Dramatic Theaterカルディアの鷹                                                        | 大丸心斎橋劇場                               | ベイン 役               |
| 2014年5月・8月         | レビュー春のおどり 桜花抄／Au Soleil                                                      | 大阪松竹座 jhnh新橋演舞場                    |                         |
| 2014年6月              | OSK Dramatic Theaterカルディアの鷹                                                        | 近鉄アート館                                 | ベイン 役               |
| 2014年7月              | OSK Dramatic Theater 開演ベルは殺しのあとに                                               | 大丸心斎橋劇場                               |                         |
| 2015年2月              | That's DANCIN' Crystal passion〜情熱の結晶〜                                              | 近鉄アート館                                 |                         |
| 2015年6月              | レビュー春のおどり 浪花今昔門出賑 Stormy Weather                                          | 大阪松竹座                                   |                         |
| 2015年8月・9月         | That's DANCIN' Crystal passion〜情熱の結晶〜                                              | 先斗町歌舞練場 三越劇場                      |                         |
| 2015年10月             | OSKミュージックスタジオ +牧名ことりファイナルコンサート                                   | 近鉄アート館                                 |                         |
| 2015年11月             | OSKレビュー in Kyoto 浪花今昔門出賑 Stormy Weather                                        | 京都南座                                     |                         |
| 2016年1月 - 3月        | OSK Revue Café Wake up !!                                                                 | セントラファエロ大阪                         | ＊主演                  |
| 2016年3月              | 上方再生フォーラム                                                                        | トリイホール                                 |                         |
| 2016年5月・7月         | レビュー春のおどり 花の夢 恋は満開／Take the beat！                                       | 大阪松竹座 新橋演舞場                        |                         |
| 2016年8月 - 9月        | CRYSTAL PASSION 2016                                                                      | 近鉄アート館 三越劇場                        |                         |
| 2016年11月             | OSK Revue Café                                                                            | ローズガーデン                               | ＊主演                  |
| 2017年1月、2月         | 真・桃太郎伝説 鬼ノ城〜蒼煉の乱〜                                                         | 近鉄アート館 博品館劇場                      | ユン 役                 |
| 2017年5月- 6月         | OSK Revue Café イロトリドリ                                                               | セントラファエロ大阪                         | ＊主演                  |
| 2017年7月              | HIDEAWAY                                                                                  | 神戸三宮シアターエートー                     |                         |
| 2017年10月-11月        | 第38回たけふレビュー OSKシンフォニー                                                      | 越前市文化センター大ホール                   |                         |
| 2018年4月 - 7月        | REVUE JAPAN〜GEISHA&SAMURAI                                                               | DAIHATSU MOVE道頓堀 角座                     | ＊主演                  |
| 2018年4月 - 5月        | Fire Agate〜躍動〜                                                                        | DAIHATSU MOVE道頓堀 角座                     | ＊主演                  |
| 2018年6月 - 7月        | LARIMAR〜海風にのって〜                                                                   | DAIHATSU MOVE道頓堀 角座                     | ＊主演                  |
| 2018年8月 - 9月        | My Dear〜♥OSKミー＆マイガール♥〜                                                          | 近鉄アート館                                 |                         |
| 2018年11月             | OSK Revue Café〜MOMENT〜                                                                  | セントラファエロ大阪                         | ＊主演                  |
| 2018年12月 ・2019年1月 | 円卓の騎士                                                                                | 近鉄アート館・銀座博品館劇場                 | ランスロット 役         |
| 2019年3月・4月         | レビュー春のおどり 春爛漫桐生祝祭／STORM of APPLAUSE                                      | 新橋演舞場 大阪松竹座                        |                         |
| 2019年5月-6月          | REVUE JAPAN                                                                               | DAIHATSU 心斎橋角座                          | ＊主演                  |
| 2019年7月              | OSK SAKURA REVUE 第二部「STORM of APPLAUSE」「サクラ大戦コラボレビュー OSK SAKURA NIGHT」 | 京都南座                                     | 汐月ひかる 役           |
| 2019年9月-10月         | PRECIOUS STONES                                                                           | DAIHATSU 心斎橋角座                          | ＊主演                  |
| 2019年12月             | 男舞                                                                                      | 先斗町歌舞練場                               |                         |
| 2020年11月             | OSKだよ全員集合!                                                                          | 大阪松竹座                                   |                         |
| 2020年12月             | 愛と死のローマ〜シーザーとクレオパトラ〜                                                  | 近鉄アート館                                 | ブルータス 役           |
| 2021年2月・3月         | レビュー春のおどり ツクヨミ／Victoria!                                                    | 大阪松竹座 新橋演舞場                        |                         |
| 2021年6月・8月         | レビュー夏のおどり STARt                                                                  | 大阪松竹座 新橋演舞場                        |                         |
| 2022年1月              | OSK日本歌劇団創立百周年記念式典                                                           | 大阪松竹座                                   | [ 25 ]                  |
| 2022年2月・3月         | OSK日本歌劇団創立100周年記念 レビュー春のおどり 光／INFINITY                              | 大阪松竹座・新橋演舞場                       |                         |
| 2022年7月              | OSK日本歌劇団創立100周年記念公演レビュー in Kyoto ミュージカルロマン 陰陽師／INFINITY     | 京都南座                                     | 源博雅 役ほか           |
| 2022年9月              | OSK日本歌劇団創立100周年記念コンサート                                                    | 中之島中央公会堂                             |                         |
| 2022年10月 - 11月      | たけふレビューin たけふ菊人形 The Diamond Quality                                         | 越前市文化センター大ホール                   | ＊主演                  |
| 2022年11月             | The Diamond Quality                                                                       | 枚方市総合文化芸術センター 関西医大 小ホール | ＊主演                  |
| 2023年2月              | レビュー春のおどり ミュージカルアクト レ・フェスティバル／未来への扉〜Go to Future〜      | 大阪松竹座・新橋演舞場                       | ジャック 役             |
| 2023年8月              | へぼ侍 〜西南戦争物語〜                                                                   | 近鉄アート館                                 | 志方錬一郎 役 ＊主演    |
| 2023年11月             | レビュー in Kyoto Go to the future 〜京都から未来へ！〜                                   | 京都南座                                     |                         |
| 2024年1月・2月         | へぼ侍 〜西南戦争物語〜                                                                   | 扇町ミュージアムキューブ、銀座博品館劇場     | ＊主演                  |
| 2024年2月              | 翼和希コンサート in 越前市                                                                | 越前市文化センター                           | ＊主演                  |
| 2024年2月              | 翼和希コンサート in 浅草                                                                  | 浅草花劇場                                   | ＊主演                  |
| 2024年2月              | 翼和希コンサート in 東かがわ市                                                            | ベッセルおおち                               | ＊主演                  |
| 2024年3月              | 翼和希コンサート in 益子町                                                                | 益子町民会館                                 | ＊主演                  |
| 2024年4月              | レビュー春のおどり 春楊桜錦絵／BAILA BAILA BAILA                                          | 大阪松竹座                                   | [ 36 ] [ 37 ]           |
| 2024年6月              | いしかわ芸術新時代「翼和希レビューショーin金沢」                                          | 北國新聞赤羽ホール                           | ＊主演                  |
| 2024年7月              | レビュー in Kyoto BAILA BAILA BAILA 南座バージョン                                        | 京都南座                                     | [ 39 ]                  |
| 2024年8月              | レビュー 夏のおどり                                                                       | 新橋演舞場                                   | [ 40 ]                  |

### トップスター就任後
2024年
- 10月、シンフォニア岩国『OSK日本歌劇団 レビュー in IWAKUNI』[41][42]
- 11月、COOL JAPAN PARK OSAKA『レビューRoad to 2025!!』[43][44][45]

2025年
- 1月、Singtel Waterfront Theatre『シンガポール特別公演　Les Ailes』[46]
- 2月、ナレッジシアター・銀座博品館劇場『三銃士　THE THREE MUSKETEERS』 - ダルタニャン役[47][48][49]
- 3月、メニコンシアターAoi・ベッセルおおち『レゼル Les Ailes～』[50]
- 4月、京都南座『レビュー in Kyoto　〜レゼル〜 Les Ailes 南座バージョン』[51][52]
- 6月、大阪松竹座『レビュー 春のおどり　翔〜Fly High〜／The Legendary!』[53]
- 8月、新橋演舞場『レビュー 夏のおどり　翔〜Fly High〜／The Legendary!』[54]
- 9月、英国 HOME Manchester Theatre『OSK 日本歌劇団レビューショー』[注釈 1][55]
- 9月、COOL JAPAN PARK OSAKA『EXPO2025!! REVUE OSAKA』
- 11月 - 2026年2月、全国巡業『翼和希 全国巡業公演』

### OSK Revue Cafe in Brooklyn Parlor OSAKA
2020年
- 8月 - 9月・12月、『男舞』

2021年
- 1月、男舞
- 7月 - 8月、翼和希・登堂結斗スペシャルライブ
- 9月 - 10月、DIAMOND GUYS - ＊主演
- 12月、翼和希スペシャルライブ

2022年
- 3月 - 4月、翼和希スペシャルライブ
- 12月、DIAMOND GUYS 2 - ＊主演

2023年
- 9月 - 10月・12月、翼和希スペシャルライブ

## 出演

### テレビドラマ
- 連続テレビ小説「ブギウギ」 第5話 - 最終話（2023年10月6日 - 2024年3月29日、NHK） - 橘アオイ 役[56]

### テレビ・ラジオ番組
- ぐるっと関西おひるまえ（NHK大阪）
  - 2022年6月24日 - 楊琳と共にゲスト出演[57]
  - 2023年10月19日[58]
  - 2024年1月4日[59]
  - 2024年5月2日[60]
  - 2024年10月9日[61]
  - 2025年5月22日[62]
- サンドどっちマンツアーズ（NHK・関西地方）
  - 2023年10月8日[63]
  - 2023年11月5日、「サンドどっちマンツアーズ in BK大感謝祭」[64]
- あさイチ（NHK）
  - 2023年10月12日[65]
  - 2024年3月4日[66]
- わが心の大阪メロディー
  - 第23回（2023年10月31日、NHK）[67]
  - 第24回（2024年11月5日、NHK）[68][69]
- 土スタ〜『ブギウギ』特集 in大阪（2023年11月4日、NHK）[70]
- BK大感謝祭「ブギウギ」スペシャル（2023年11月4日、NHK・関西地方）[71]
- きょうの料理（2023年12月22日、NHK）[72][73]
- ブギウギ オン ステージ（2024年1月28日 NHK関西地方、2024年3月10日 NHK）[74][75]
- うたコン「ブギウギ」SP!豪華キャスト集結（2024年3月12日、NHK）[76][77]
- 水野真紀の魔法のレストラン（2024年3月27日、MBS）[78]
- Atta、おいね☆どいね（2024年5月9日、北陸放送）[79][80][81]
- 花のテレ金ちゃん（2024年5月10日、テレビ金沢）[82][83]
- お昼はZETTAI ラジTIME（2024年5月14日、KRY山口放送）[84][85]
- きょうとDays（2025年3月6日、KBS京都）
- SUNNY TIME（2025年4月5日、KBS京都）@kbs_sanitai (5 April 2025). “SUNNY TIME 4/5放送後のゲストとのアフタートーク！”. X（旧Twitter）より2025年5月27日閲覧.
- MAG:NET FRIDAY（2025年5月9日、FM COCOLO）
- 寺谷一紀のまいど！まいど！（2025年5月9日、ラジオ関西）[86]
- よ〜いドン！（2025年5月14日、関西テレビ）[87]

### イベント・その他
- ボートレース尼崎「年末スペシャル！OSKミニレビューショー」（2016年12月30日、尼崎競艇場）
- 東北楽天ゴールデンイーグルス 始球式・投球（2017年8月20日、Koboパーク宮城）[88]
- 御堂筋オータムパーティー2019「御堂筋ランウェイ」（2019年11月4日）
- 兵庫県三田市イベント「三田さくら物語 キックオフイベント」（2022年4月3日）[89]
- 道頓堀リバーフェスティバル「道頓堀川面舞台2022」（2022年11月12日）[90]
- 第3回たまゆらフェスタ「UNIFORM EXPO2023」（2023年9月9日、グランキューブ大阪）[91]
- なんば広場メインステージ「道頓堀川面舞台2023」（2023年11月25日）[92]
- 南警察署1日警察署長＆トークショー（2023年11月28日、大阪市立中央会館１階ホール）[93]
- 越前市長山田賢一×翼和希のチャリティートークショー（2024年2月9日、越前市文化センター）
- 「第69回びわ湖開き」翼和希 一日船長・トークショー（2024年3月9日、大津港一帯・ピアザ淡海ピアザホール） [94][95][96]
- 「ニコニコ超会議2024」超松竹ラボ（2024年4月27日、幕張メッセ）[97][98]
- 「能登半島地震被災者への義援金目録贈呈式」（2024年5月8日、七尾駅前商業施設「パトリア」（石川県七尾市御祓町１番地））[99][100]
- 「母の日」と「ハートカクテル」わたせせいぞうトークショー（ゲスト出演）（2024年5月12日、イオンモール八千代緑が丘店） [101][102]
- サクラ大戦真夏のフェス 『真宮寺さくら誕生日会 ～119ctの輝き』（2024年7月28日、上野恩賜公園不忍池水上音楽堂） [103]
- 布施警察署（大阪府東大阪市）一日署長（2024年10月17日）[104]
- 「たけふレビュー」翼和希トークショー（2024年10月20日、たけふ菊人形）[105]
- 「大阪文化祭 〜大阪国際文化芸術プロジェクト×大阪芸術大学〜」（2025年5月11日、EXPOホール「シャインハット」）[106]